# 嘉树镇
嘉树乡，是中华人民共和国湖南省株洲市醴陵市下辖的一个乡镇级行政单位。

## 行政区划
嘉树乡下辖以下地区：
杉仙村、枫林村、嘉树村、荆林村、乌石村、玉茶村、荷树村、里都村、罗儒村、渗泉村、井冲村和新大塘村。